# Stockport (circonscription britannique)
Pour les articles homonymes, voir Stockport (homonymie).
 (juin 2016).
Si vous disposez d'ouvrages ou d'articles de référence ou si vous connaissez des sites web de qualité traitant du thème abordé ici, merci de compléter l'article en donnant les références utiles à sa vérifiabilité et en les liant à la section « Notes et références ».
Circonscription parlementaire de la Chambre des communes
La circonscription de Stockport est une circonscription située dans le Grand Manchester et représentée à la Chambre des communes du Parlement britannique.